# Gitta Bauer
Pour les articles homonymes, voir Bauer.
Gitta Bauer, née en 1919 à Berlin et morte en 1990, est une journaliste allemande.

## Opposante au nazisme
Elle naît dans une famille catholique de tendance libérale. Elle adhère à un mouvement catholique interdit par les nazis en 1935. Quelques années plus tard, elle purge une peine de prison pour avoir publié un petit journal pacifiste avec six amis.
En 1944, son amie d'enfance Ilse Baumgart, qui est à moitié juive et vit sous une fausse identité à Berlin où elle travaille comme secrétaire, a besoin d'aide : en apprenant le complot du 20 juillet, Ilse a demandé : « Le porc (Hitler) est-il mort ? Alors la guerre est enfin terminée ». Son commentaire est rapporté aux autorités, mais le policier qui vient l'arrêter, lui-même hostile aux nazis, lui donne 15 minutes pour s'enfuir. Elle vit ensuite cachée neuf mois durant chez Gitta Bauer. Celle-ci déclare plus tard : « Ce n'était pas une grande décision morale ou religieuse. C'était une amie et elle avait besoin d'aide. Nous savions que c'était dangereux, et nous étions prudents, mais nous n'avons pas envisagé de ne pas la prendre chez nous. ».
En 1984, Gitta Bauer reçoit pour cette action le titre de « Juste parmi les Nations » décerné par Yad Vashem. Initialement, elle a songé refuser cet honneur, ne pensant pas avoir fait quoi que ce soit d'extraordinaire,,

## Opposition au communisme
En 1945, elle rencontre son mari, Leo Bauer (1912–1972,), un ancien combattant communiste juif. En 1950, leur fils naît à Berlin-Est, en RDA. La même année, Leo Bauer est arrêté avec sa femme Gitta et sa belle-sœur Hilde Dubro (qui leur rendait visite à l'époque), accusé d'être un espion américain et envoyé dans un camp de concentration du Goulag en Sibérie. Gitta Bauer est emprisonnée par la Stasi pendant environ 3 ans, d'abord à Bautzen puis à la prison pour femmes de Waldheim. Après sa libération, elle devient une anticommuniste convaincue, et s'enfuit en Allemagne de l'Ouest où elle travaille comme journaliste pour le service de presse étrangère du groupe Springer. Elle est rejointe en Allemagne de l'Ouest par son mari, qui lui devient social-démocrate et journaliste pour le magazine ouest-allemand Stern.